# كلارا ألفونسو
كلارا ألفونسو هي مبارزة بالسيف كوبية، ولدت في 12 أغسطس 1961.

## وصلات خارجية
- كلارا ألفونسو على موقع أوليمبيديا (الإنجليزية)